# Lac Autier
Pour les articles homonymes, voir Autier.
Ne doit pas être confondu avec Lac Lautier.
Le lac Autier est un lac des Alpes françaises situé dans le massif du Mercantour-Argentera, dans le département des Alpes-Maritimes.

## Géographie
Le lac Autier se situe à 2 275 m d'altitude, et est profond de plus de 8 mètres pour une superficie de 2,2 hectares. Il est surplombé par le Mont Basto (2 794 m) et du Grand Capelet (2 935 m). Ce lac de type glaciaire n'est pas rehaussé d'un barrage, en aval l'eau est captée en plusieurs endroits pour les besoins d'EDF.

## Galerie

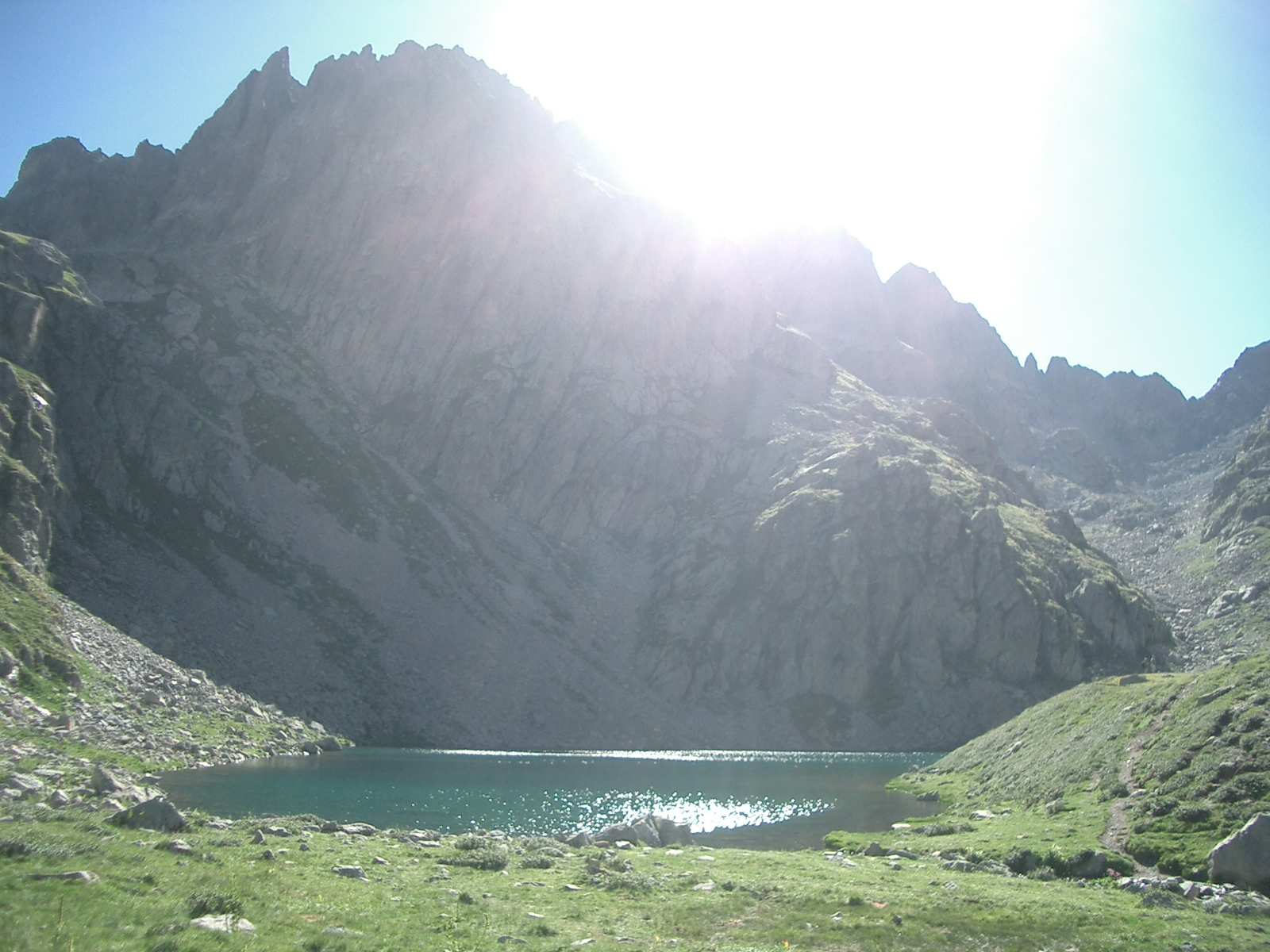
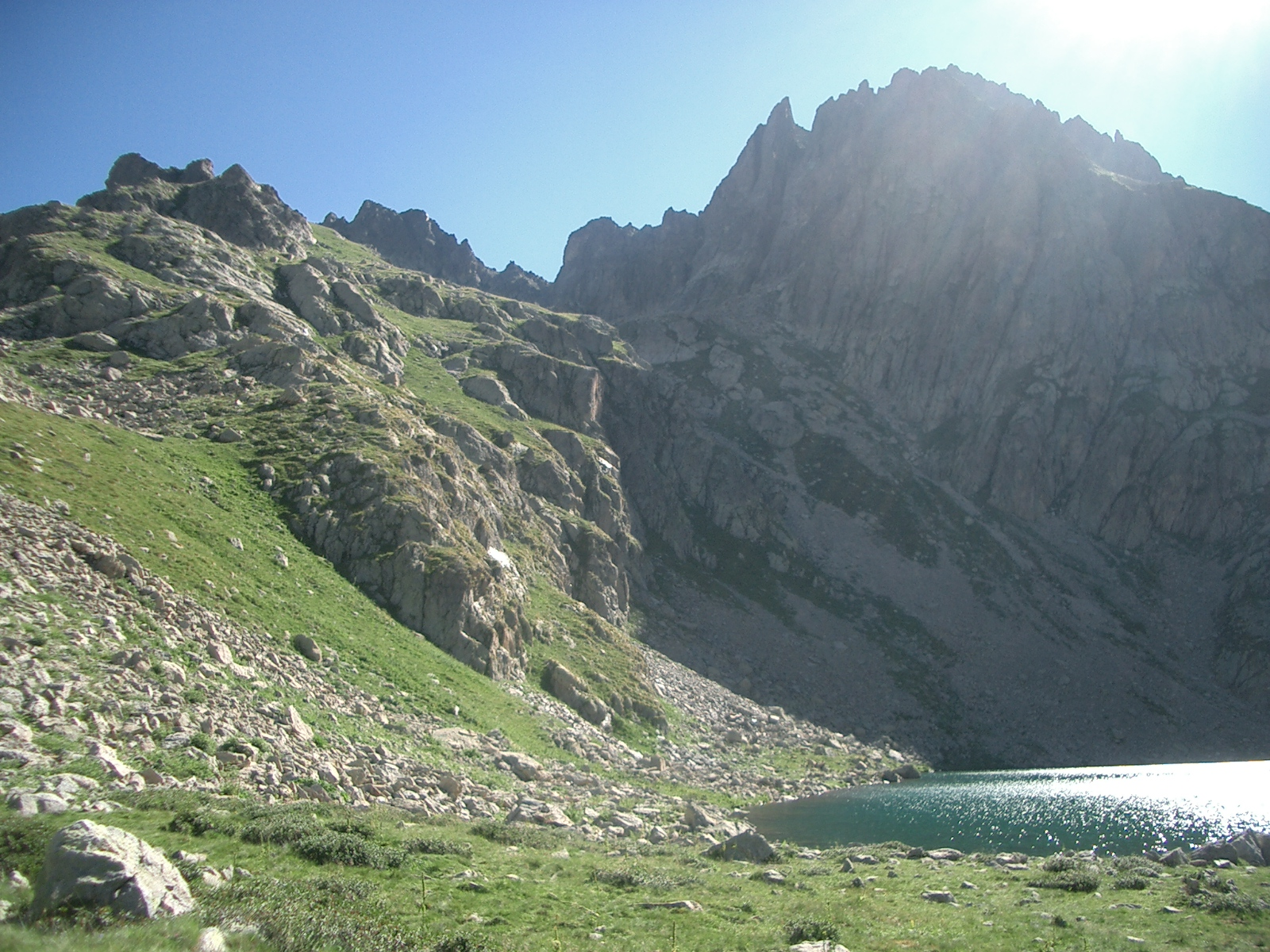
Vue depuis l'Ouest.
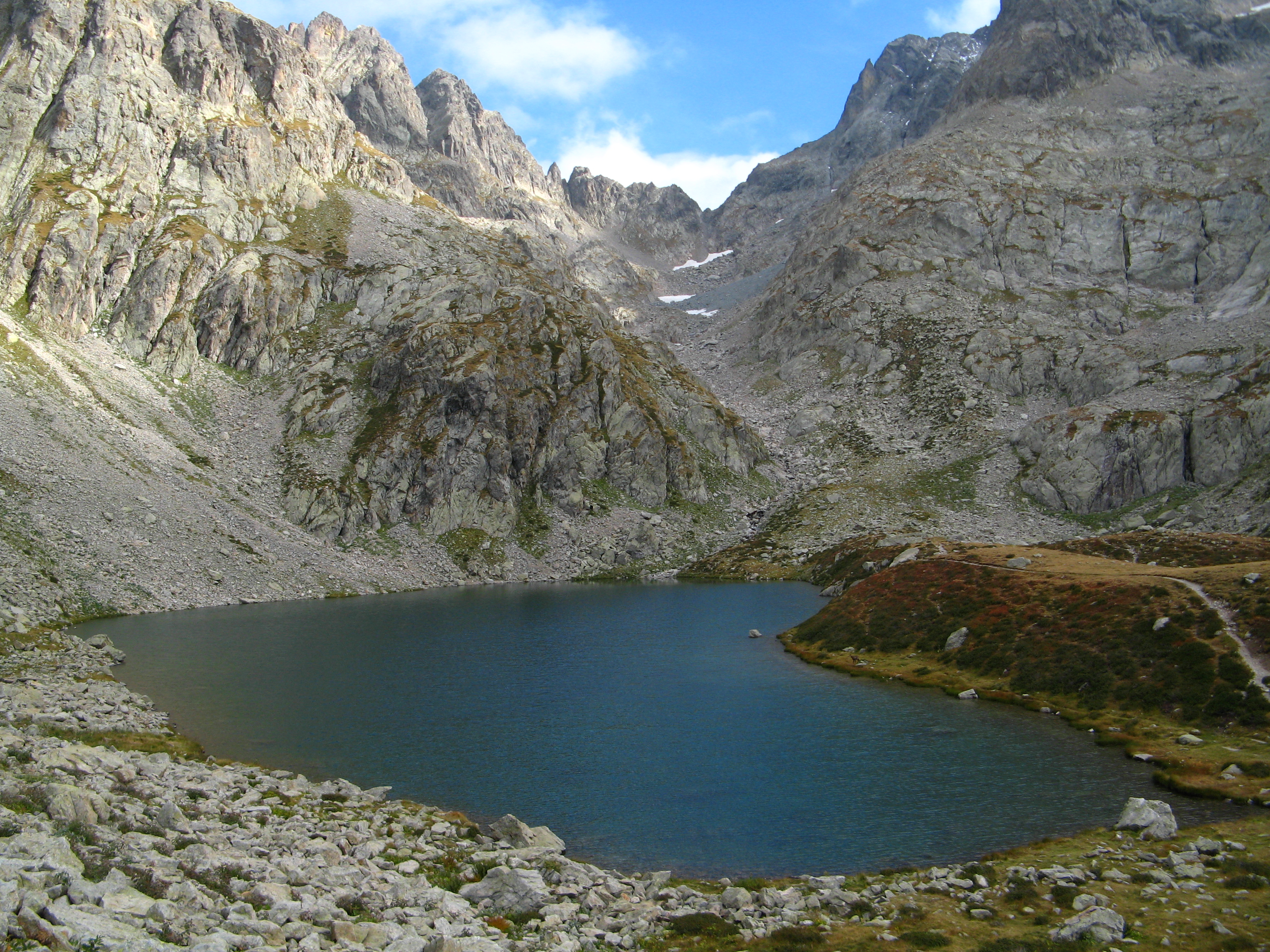
Le lac Autier.
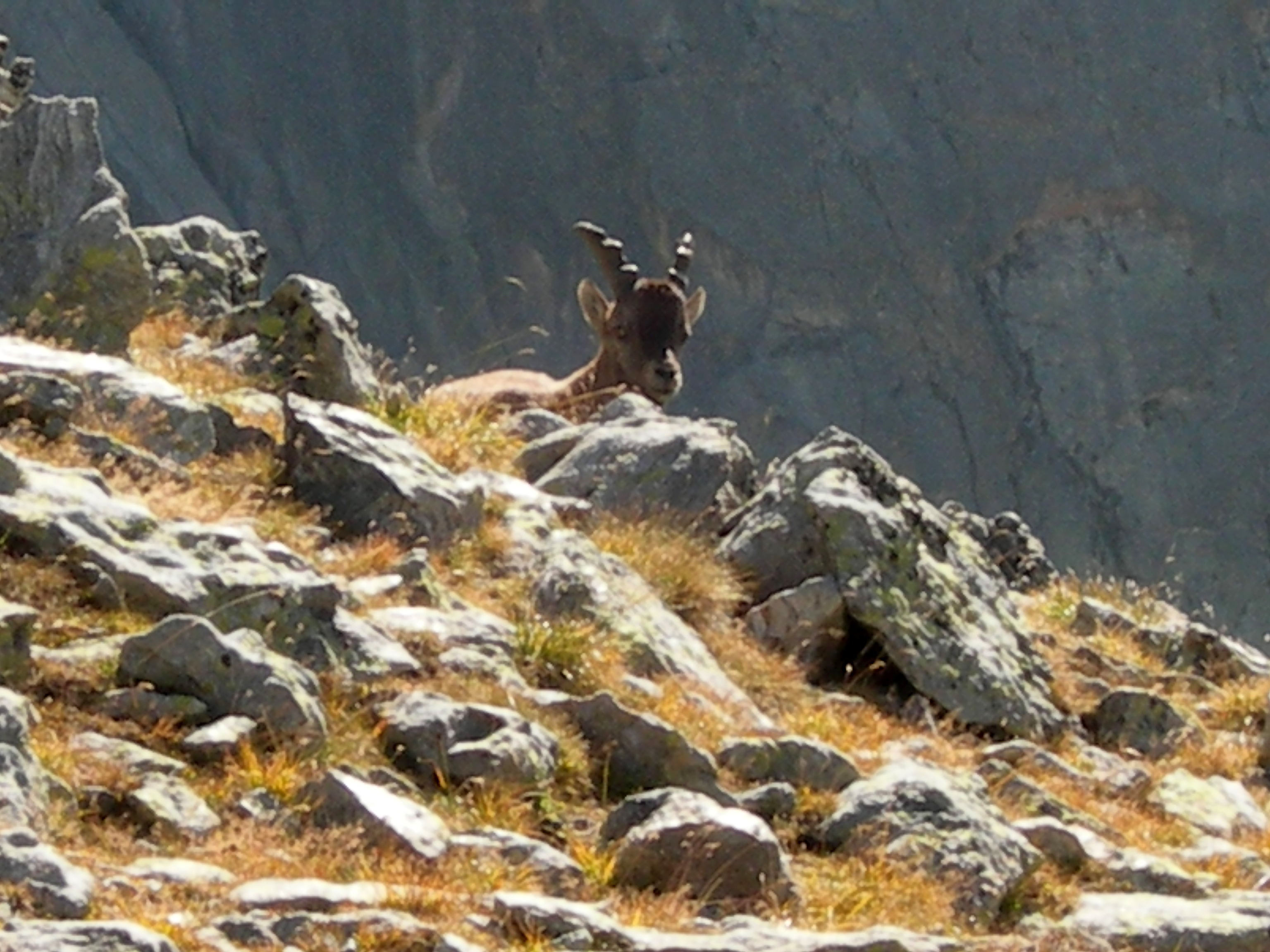
Bouquetin au-dessus du lac.

## Accès
Accès piéton dans le parc du Mercantour.